# Aleksander Hetland
Aleksander Hetland (Bærum, 26 dicembre 1982) è un ex nuotatore norvegese.
È specializzate nella rana, ma ha ottenuto buoni risultati anche nei 100 m misti, avendo ottenuto un 4º posto ai Mondiali in vasca corta 2004 a Indianapolis.

## Palmarès
- Mondiali in vasca corta

Dubai 2010: bronzo nei 50m rana.
Istanbul 2012: oro nei 50m rana.
- Europei in vasca corta

Helsinki 2006: bronzo nei 100m misti.
Debrecen 2007: argento nei 50m rana.
Fiume  2008: argento nei 50m rana.
Istanbul 2009: oro nei 50m rana.
Eindhoven 2010: argento nei 50m rana.
Chartres 2012: argento nei 50m rana e bronzo nella 4x50m misti mista.